# François Eisen

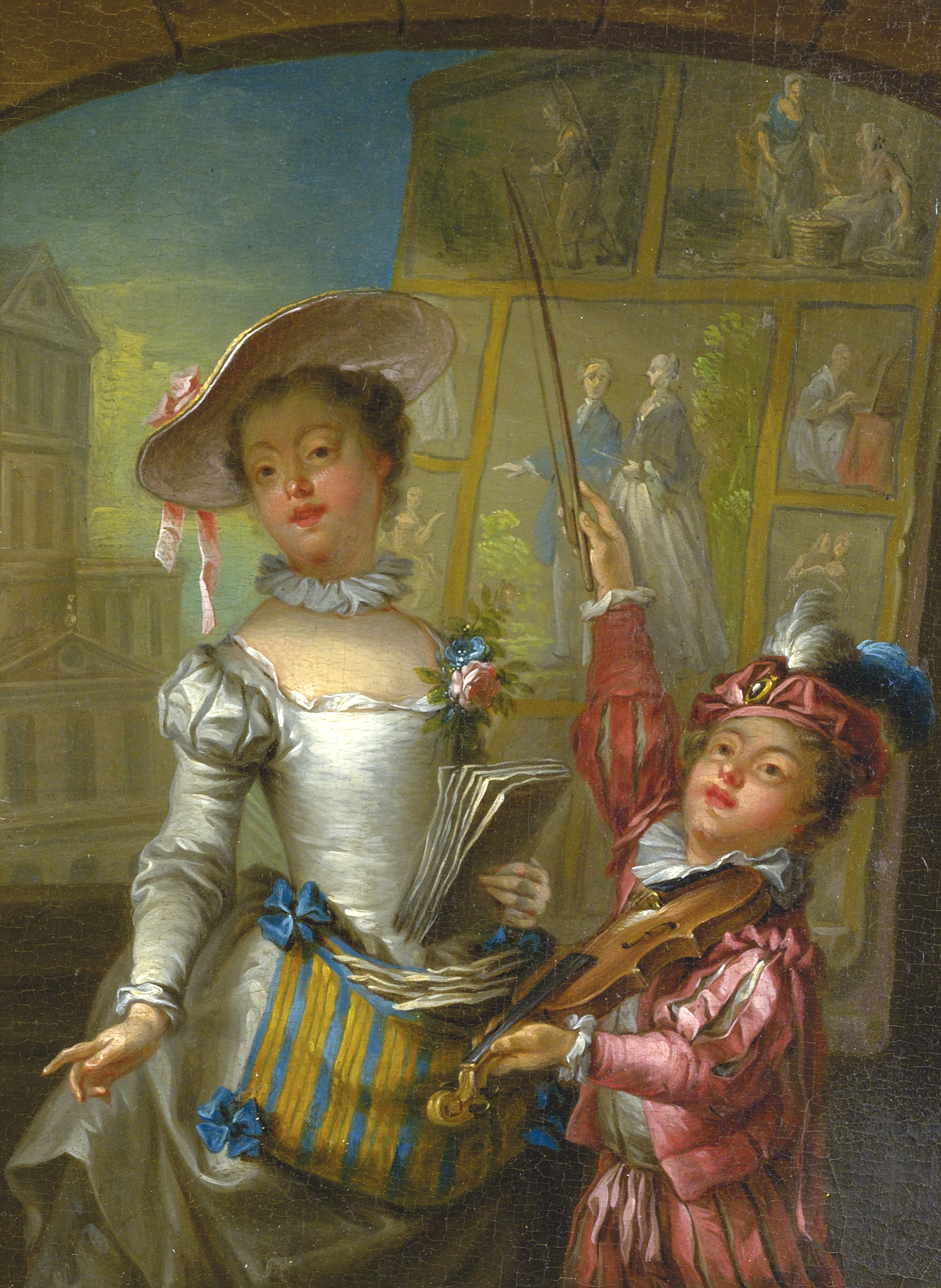
Musicisti di strada (1762)

François o Frans Eisen (Bruxelles, 1695 circa – Parigi, 1778 -1798) è stato un pittore, incisore e decoratore fiammingo, d'interni, che operò soprattutto in Francia.

## Biografia
Padre di Charles e Louis Eisen, fu apprendista di Pierre Roger nel 1705-1706 a Valenciennes e nel 1716 divenne membro della locale Corporazione di San Luca. Nel 1732 ritornò a Bruxelles, dove operò fino al 1745. Nello stesso anno si trasferì a Parigi dove rimase e lavorò fino al 1778.
Dipinse soggetti di genere, in particolare relativi alla pesca, allegorici, mitologici, paesaggi e ritratti. Riprese soggetti resi popolari da altri artisti, come François Boucher e Jean-Honoré Fragonard: giochi, venditori di cialde e sultani, con cui probabilmente realizzava quadri da studiolo per mercanti d'arte in base alle richieste della ricca borghesia. Eseguì numerose acqueforti da opere del Rubens, tra cui Gesù Cristo dona le chiavi a san Pietro.
Fu suo allievo il figlio Charles.